# Franz Xaver Kohlparzer
Franz Xaver Kohlparzer (* 30. März 1798 in Neufelden; † 29. Juli 1855 in Urfahr) war ein österreichischer Verwaltungsjurist und Politiker.

## Leben
Kohlparzer war der Sohn eines Häuslers und Schneiders. Er war katholischer Konfession und heiratete 1828 Margerit Bornauer. Von 1821 bis 1825 studierte er Rechtswissenschaft an der Universität Wien. Nach dem Studium arbeitete er von 1825 bis 1826 als Rechtspraktikant beim Schottengericht in Wien und von 1826 bis 1828 als Protokollist bei der Fürstlich Lambergischen Herrschaft in Steyr. Von 1828 bis 1829 war er Justizverwalter bei der Graf von Fastetizischen Herrschaft Gaming. Zwischen 1829 und 1850 wirkte er als Oberbeamter der Gräflich Thun-Valsassina- und Taxischen Herrschaft Neuhaus (Mühlkreis) und von 1850 bis 1855 Bezirksrichter und Bezirkshauptmann in Urfahr. Daneben war er auch Mitarbeiter der Linzer Zeitung.
In Folge der Revolution von 1848/1849 im Kaisertum Österreich wurden im März 1848 die Oberösterreichische Provinzialstände wieder einberufen und Kohlparzer nahm am Landtag teil. Vom 18. Mai 1848 bis zum 30. Mai 1849 vertrat er den Wahlkreis „2. Österreich ob der Enns und Salzburg (Neufelden)“ in der Frankfurter Nationalversammlung. Im Parlament blieb er fraktionslos und stimmte überwiegend mit dem Rechten Zentrum. Er gehörte zu den Abgeordneten, die gegen die Wahl Friedrich Wilhelms IV. zum Kaiser der Deutschen stimmten. 1848 war er auch Mitglied der Landwirtschaftsgesellschaft für Österreich ob der Enns und Salzburg.